# Génovie
La Génovie (en anglais : Genovia) est un État imaginaire monarchique, qui sert de cadre aux livres Journal d'une princesse par Meg Cabot, de 11 tomes, ainsi que ses adaptations cinématographiques.
Son nom est une référence à Monaco par sa situation entre la France et l'Italie, mais aussi, par son nom même, à la ville italienne de Gênes (Genova), et même, par le nom de la dynastie régnante fictive des Renaldi, à la principauté de Monaco dirigée par les Grimaldi dont les ancêtres sont originaires de Gênes.
Le prince, père de Son Altesse Royale la princesse Amélia Mignonette Thermopolis Renaldo (héritière de Génovie, plus connue sous le nom de Mia), règne sur ce pays. Après avoir appris que celui-ci était prince et ne pouvait plus avoir d'enfants, Mia doit hériter du trône de son père. C'est pour cela que Clarisse Renaldi, la reine douairière de Génovie mais aussi la grand-mère de Mia, apprend à cette dernière l'art d'être une princesse pour succéder à son père sur le trône.
Tomes du Journal d'une princesse :
1. La Grande Nouvelle
2. Premier pas d'une princesse
3. Une princesse amoureuse
4. Une princesse dans son palais
5. L'Anniversaire d'une princesse
6. Rebelle et Romantique
7. Petite fête et gros tracas
8. De l'orage dans l'air
9. Cœur brisé
10. Pour la vie
11. Un mariage de princesse

Bonus : Histoire en plus
Mia : Un roman d'une princesse